# Cantalapiedra
Cantalapiedra là một đô thị ở tỉnh Salamanca, phía tây Tây Ban Nha, cộng đồng tự trị Castile-Leon. Đô thị này có cự ly 69 kilômét so với thành phố Salamanca và có dân số 1150 người (năm 2008). Đô thị Cantalapiedra có diện tích 24,85 km².
Cantalapiedra cách tỉnh lỵ Salamanca 50 km.
Đô thị Cantalapiedra nằm trên khu vực có độ cao 797 mét trên mực nước biển.
Mã số bưu chính là 37630.
==Tham khảo==